# Liberty of the Seas
Liberty of the Seas — Royal Caribbean International круїзний корабель Freedom класу, розпочав регулярні рейси у травні 2007. 15-палубний корабель може розмістити 4370 пасажирів, які обслуговує команда із 1360 чоловік. Він був збудований за 18 місяців у Турку, Фінляндія.
При вазі в 154,407 т, він разом із схожим кораблем Freedom of the Seas є найбільшим круїзним кораблем. Він має довжину 338 м, ширину 56 м і швидкість 40 км/год.
Liberty of the Seas є другим в серії кораблів класу Freedom. Третій корабель Independence of the Seas був отриманий у квітні 2008. В 2009 буде збудовано перший корабель Genesis класу в 220,000 т і стане найбільшим пасажирським кораблем.

## Каюти
Всі каюти на борту Liberty of the Seas обладнанні мінібаром, феном, плоскопанельним телевізором, телефоном, комп'ютерним роз'ємом, столом, що має місце для ноутбука та 110/220 розетками. Деякі мають додаткові місця для 3-4 гостей.

### Interior
- Сімейна каюта
  - каюти площею 30,0 м², що включають два 2-спальні ліжка й окрему ванну кімнату.

- Стандартна каюта
  - 15,5 м² з двома 2-спальними ліжками

### Балкони
- Superior Oceanview
  - каюти 17,6 м², що включають два 2-спальні ліжка, місце для сидіння, окремий балкон площею 6,3 м² і окрему ванну кімнату.

- Deluxe Oceanview
  - каюти 16,4 м², що включають два 2-спальні ліжка, місце для сидіння, окремий балкон 6,9 м² і окрему ванну кімнату.

## Галерея

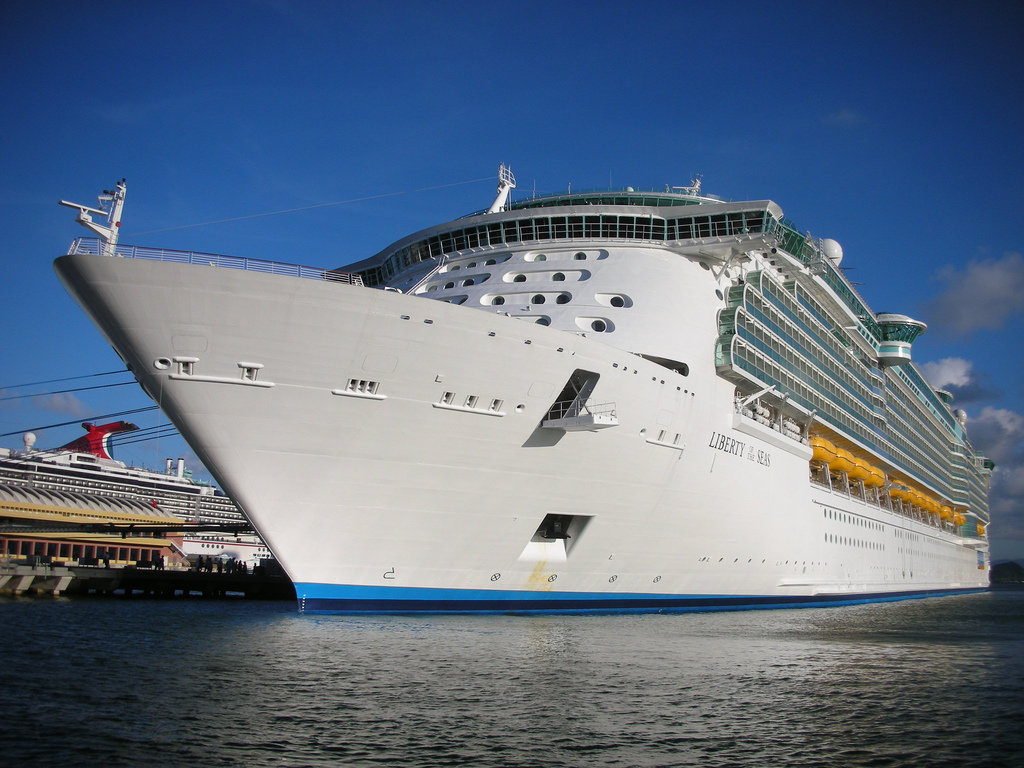
Liberty Of The Seas в порту Сан-Хуан, Пуерто-Рико.
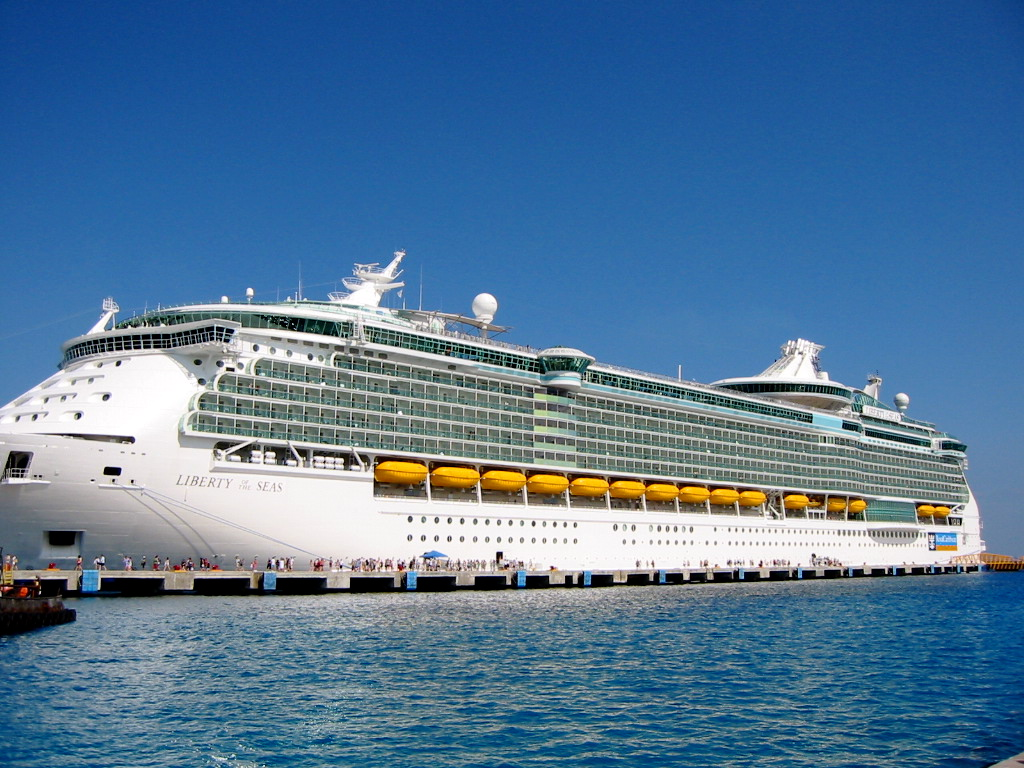
Liberty of the Seas в порту Козумел, Мексика.
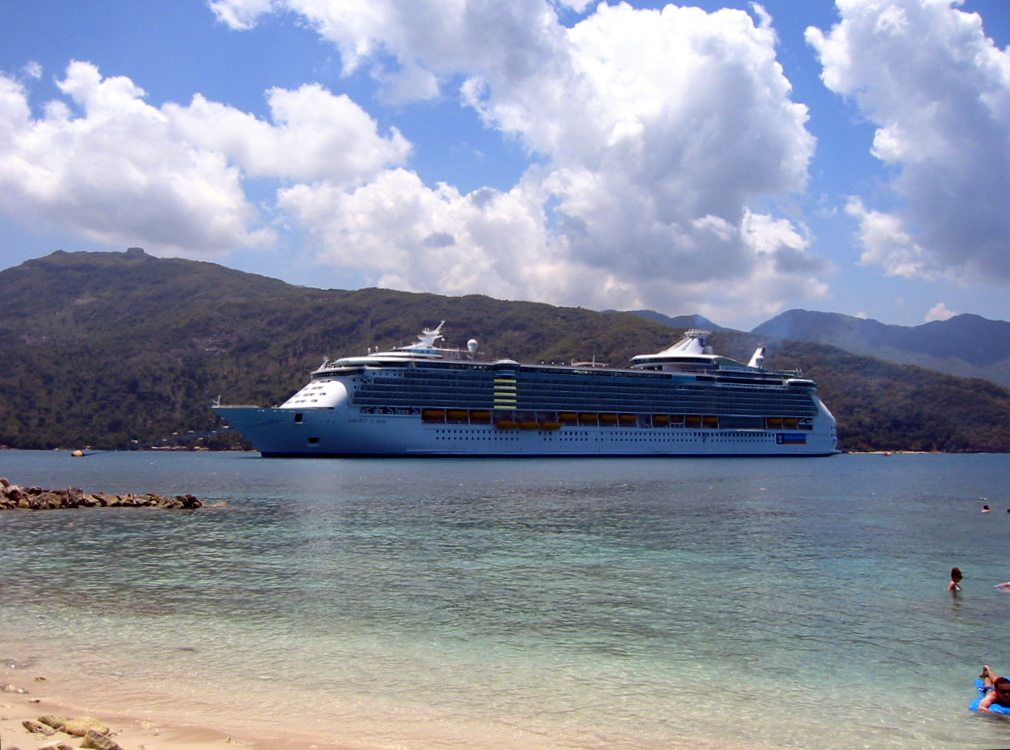
Liberty of the Seas в порту Лабаді, Гаїті.